# Bonea silvestris
Bonea silvestris is een hooiwagen uit de familie Podoctidae. De wetenschappelijke naam van Bonea silvestris gaat terug op Roewer. De originele naamcombinatie (protoniem) was Kappacola silvestris Roewer, 1949. Later werd het geslacht Kappacola een junior synoniem van Kappacola in Suzuki 1977 gemaakt. Na 2023 de geldige combinatie is Bonea silvestris (Roewer, 1949).